# Jared Palmer
Jared Palmer (Nova York, 2 de Julho de 1971) é um ex-tenista profissional estadunidense.

## Duplas (28 títulos)
| Legenda                       |
| Grand Slam (2–2)              |
| Tennis Masters Cup (0–0)      |
| ATP Masters Series (1–6)      |
| ATP Championship Series (6–3) |
| ATP Tour (19–12)              |

| Títulos por Piso |
| Duro (20–9)      |
| Saibro (3–7)     |
| Grama (2–4)      |
| Carpete (3–3)    |

| Posição | N.  | Data               | Torneio                    | Piso     | Parceiro        | Oponentes                            | Placar                         |
| ------- | --- | ------------------ | -------------------------- | -------- | --------------- | ------------------------------------ | ------------------------------ |
| Campeão | 1.  | Janeiro 6, 1992    | Wellington, Nova Zelândia  | Duro     | Jonathan Stark  | Michiel Schapers Daniel Vacek        | 6–3, 6–3                       |
| Vice    | 1.  | Maio 11, 1992      | Charlotte, EUA             | Saibro   | Bret Garnett    | Steve DeVries David Macpherson       | 4–6, 6–7                       |
| Campeão | 2.  | Julho 20, 1992     | Washington, D.C., EUA      | Duro     | Bret Garnett    | Ken Flach Todd Witsken               | 6–2, 6–3                       |
| Vice    | 2.  | Agosto 24, 1992    | New Haven, EUA             | Duro     | Patrick McEnroe | Kelly Jones Rick Leach               | 6–7, 7–6, 2–6                  |
| Vice    | 3.  | Novembro 16, 1992  | Antwerp, Bélgca            | Carpete  | Patrick McEnroe | John Fitzgerald Anders Järryd        | 2–6, 2–6                       |
| Vice    | 4.  | Maio 3, 1993       | Atlanta, EUA               | Saibro   | Todd Martin     | Paul Annacone Richey Reneberg        | 4–6, 6–7                       |
| Vice    | 5.  | Maio 10, 1993      | Tampa, EUA                 | Saibro   | Kelly Jones     | Todd Martin Derrick Rostagno         | 3–6, 4–6                       |
| Campeão | 3.  | Janeiro 17, 1994   | Auckland, Nova Zelândia    | Duro     | Patrick McEnroe | Grant Connell Patrick Galbraith      | 6–2, 4–6, 6–4                  |
| Campeão | 4.  | Fevereiro 7, 1994  | San Jose, EUA              | Duro (i) | Rick Leach      | Byron Black Jonathan Stark           | 4–6, 6–4, 6–4                  |
| Vice    | 6.  | Fevereiro 14, 1994 | Memphis, EUA               | Duro (i) | Jim Grabb       | Byron Black Jonathan Stark           | 6–7, 4–6                       |
| Vice    | 7.  | Fevereiro 21, 1994 | Philadelphia, EUA          | Carpete  | Jim Grabb       | Jacco Eltingh Paul Haarhuis          | 3–6, 4–6                       |
| Vice    | 8.  | Março 21, 1994     | Miami, EUA                 | Duro     | Mark Knowles    | Jacco Eltingh Paul Haarhuis          | 6–7, 6–7                       |
| Campeão | 5.  | Maio 2, 1994       | Atlanta, EUA               | Saibro   | Richey Reneberg | Francisco Montana Jim Pugh           | 4–6, 7–6, 6–4                  |
| Vice    | 9.  | Maio 9, 1994       | Pinehurst, EUA             | Saibro   | Richey Reneberg | Todd Woodbridge Mark Woodforde       | 2–6, 6–3, 3–6                  |
| Vice    | 10. | Agosto 1, 1994     | Toronto, Canada            | Duro     | Patrick McEnroe | Byron Black Jonathan Stark           | 4–6, 4–6                       |
| Campeão | 6.  | Outubro 3, 1994    | Basel, Suíça               | Duro (i) | Patrick McEnroe | Lan Bale John-Laffnie de Jager       | 6–3, 7–6                       |
| Vice    | 11. | Outubro 10, 1994   | Toulouse, França           | Duro (i) | Patrick McEnroe | Menno Oosting Daniel Vacek           | 6–7, 7–6, 3–6                  |
| Campeão | 7.  | Janeiro 30, 1995   | Australian Open, Melbourne | Duro     | Richey Reneberg | Mark Knowles Daniel Nestor           | 6–3, 3–6, 6–3, 6–2             |
| Campeão | 8.  | Fevereiro 20, 1995 | Memphis, EUA               | Duro (i) | Richey Reneberg | Tommy Ho Brett Steven                | 4–6, 7–6, 6–1                  |
| Vice    | 12. | Maio 8, 1995       | Atlanta, EUA               | Saibro   | Richey Reneberg | Sergio Casal Emilio Sánchez          | 7–6, 3–6, 6–7                  |
| Campeão | 9.  | Outubro 16, 1995   | Tel Aviv, Israel           | Duro     | Jim Grabb       | Kent Kinnear David Wheaton           | 6–4, 7–5                       |
| Campeão | 10. | Novembro 13, 1995  | Moscow, Rússia             | Carpete  | Byron Black     | Tommy Ho Brett Steven                | 6–4, 3–6, 6–3                  |
| Campeão | 11. | Novembro 16, 1998  | Moscow, Rússia             | Carpete  | Jeff Tarango    | Yevgeny Kafelnikov Daniel Vacek      | 6–4, 6–7, 6–2                  |
| Campeão | 12. | Janeiro 11, 1999   | Doha, Qatar                | Hard     | Alex O'Brien    | Piet Norval Kevin Ullyett            | 6–3, 6–4                       |
| Vice    | 13. | Maio 10, 1999      | Hamburgo, Alemanha         | Saibro   | Paul Haarhuis   | Wayne Arthurs Andrew Kratzmann       | 6–2, 6–7(5–7), 2–6             |
| Vice    | 14. | Junho 14, 1999     | Halle, Alemanha            | Grama    | Paul Haarhuis   | Jonas Björkman Patrick Rafter        | 3–6, 5–7                       |
| Vice    | 15. | Julho 5, 1999      | Wimbledon, London          | Grass    | Paul Haarhuis   | Mahesh Bhupathi Leander Paes         | 7–6(12–10), 3–6, 4–6, 6–7(4–7) |
| Winner  | 13. | August 23, 1999    | Indianapolis, EUA          | Duro     | Paul Haarhuis   | Olivier Delaître Leander Paes        | 6–3, 6–4                       |
| Vice    | 16. | Novembro 8, 1999   | Paris, França              | Carpete  | Paul Haarhuis   | Sébastien Lareau Alex O'Brien        | 6–7(7–9), 5–7                  |
| Vice    | 17. | Janeiro 10, 2000   | Doha, Qatar                | Duro     | Alex O'Brien    | Mark Knowles Max Mirnyi              | 3–6, 4–6                       |
| Campeão | 14. | Março 13, 2000     | Scottsdale, EUA            | Duro     | Richey Reneberg | Patrick Galbraith David Macpherson   | 6–3, 7–5                       |
| Campeão | 15. | Março 20, 2000     | Indian Wells, EUA          | Duro     | Alex O'Brien    | Paul Haarhuis Sandon Stolle          | 6–4, 7–6(7–5)                  |
| Campeão | 16. | Agosto 21, 2000    | Washington, D.C., EUA      | Duro     | Alex O'Brien    | Andre Agassi Sargis Sargsian         | 7–5, 6–1                       |
| Winner  | 17. | Março 12, 2001     | Scottsdale, EUA            | Duro     | Donald Johnson  | Marcelo Ríos Sjeng Schalken          | 7–6(7–3), 6–2                  |
| Campeão | 18. | Abril 30, 2001     | Barcelona, Espanha         | Saibro   | Donald Johnson  | Tommy Robredo Fernando Vicente       | 7–6(7–2), 6–4                  |
| Campeão | 19. | Maio 7, 2001       | Majorca, Espanha           | Saibro   | Donald Johnson  | Feliciano López Francisco Roig       | 7–5, 6–3                       |
| Campeão | 20. | Junho 25, 2001     | Nottingham, Inglaterra     | Grama    | Donald Johnson  | Paul Hanley Andrew Kratzmann         | 6–4, 6–2                       |
| Campeão | 21. | Julho 9, 2001      | Wimbledon, Londres         | Grama    | Donald Johnson  | Jiří Novák David Rikl                | 6–4, 4–6, 6–3, 7–6(8–6)        |
| Vice    | 18. | Agosto 6, 2001     | Montreal, Canada           | Duro     | Donald Johnson  | Jiří Novák David Rikl                | 4–6, 6–3, 3–6                  |
| Vice    | 19. | Setembro 10, 2001  | US Open, Nova York         | Duro     | Donald Johnson  | Wayne Black Kevin Ullyett            | 6–7(9–11), 6–2, 3–6            |
| Campeão | 22. | Outubro 29, 2001   | Estocolmo, Suécia          | Duro (i) | Donald Johnson  | Jonas Björkman Todd Woodbridge       | 6–3, 4–6, 6–3                  |
| Campeão | 23. | Janeiro 7, 2002    | Doha, Qatar                | Duro     | Donald Johnson  | Jiří Novák David Rikl                | 6–3, 7–6(7–5)                  |
| Campeão | 24. | Janeiro 14, 2002   | Sydney, Austrália          | Duro     | Donald Johnson  | Joshua Eagle Sandon Stolle           | 6–4, 6–4                       |
| Vice    | 20. | Abril 1, 2002      | Miami, EUA                 | Duro     | Donald Johnson  | Mark Knowles Daniel Nestor           | 3–6, 6–3, 1–6                  |
| Vice    | 21. | Junho 24, 2002     | Nottingham, Inglaterra     | Grama    | Donald Johnson  | Mike Bryan Mark Knowles              | 6–0, 6–7(3–7), 4–6             |
| Campeão | 25. | Outubro 28, 2002   | St. Petersburg, Rússia     | Duro (i) | David Adams     | Irakli Labadze Marat Safin           | 7–6(10–8), 6–3                 |
| Vice    | 22. | Maio 5, 2003       | Munich, Alemanha           | Saibro   | Joshua Eagle    | Wayne Black Kevin Ullyett            | 3–6, 5–7                       |
| Vice    | 23. | June 23, 2003      | Nottingham, Inglaterra     | Grama    | Joshua Eagle    | Bob Bryan Mike Bryan                 | 6–7(3–7), 6–4, 6–7(4–7)        |
| Campeão | 26. | Fevereiro 16, 2004 | Milan, Itália              | Carpete  | Pavel Vízner    | Daniele Bracciali Giorgio Galimberti | 6–4, 6–4                       |
| Campeão | 27. | Outubro 4, 2004    | Shanghai, China            | Duro     | Pavel Vízner    | Rick Leach Brian MacPhie             | 4–6, 7–6(7–4), 7–6(13–11)      |
| Campeão | 28. | Outubro 11, 2004   | Tokyo, Japão               | Duro     | Pavel Vízner    | Jiří Novák Petr Pála                 | 5–1, ret.                      |